# Фридрих II фон Хаген-Бушфелд
Фридрих II фон Хаген-Бушфелд (на немски: Friedrich von Hagen zu Buschfeld-Motten; † сл. 1514/сл. 1525) от род фон Хаген, е господар на Бушфелд/Бюшфелд (днес част от Вадерн, Саарланд) и замък Ла Моте в Лебах в Саарланд, служител (амтман) на Пфалцел близо до Трир в Курфюрство Трир.

## Произход
Той е син на рицар Хайнрих фон Хаген († 1469/1471) и втората му съпруга Йохана фон Шателет. Внук е на Йохан фон Хаген († 1439/1444) и първата му съпруга Йохана фон Засенхайм. Правнук е на Тилеман фон Хаген († сл. 1401) и Елза Байер фон Бопард († сл. 1371/сл. 1390).

## Фамилия
Фридрих II фон Хаген-Бушфелд се жени за София Грайфенклау фон Фолрадс († сл. 8 ноември 1494), дъщеря на Фридрих Грайфенклау фон Фолрадс († 1480) и Катарина фон Елтер († 1488/1497). Тя е роднина на Рихард фон Грайфенклау цу Фолрадс, архиепископ и курфюрст на Трир (1511 – 1531). Те имат петима сина:
- Йохан фон Хаген († сл. 1510)
- Хайнрих фон Хаген-Ипелбрун († 1549/1556), господар на Ипелбрун, женен за Мария Якоба фон Флекенщайн († сл. 1543)
- Йохан IV Лудвиг фон Хаген (* 1492, Пфалцел, близо до Трир; † 23 март 1547, Еренбрайтщайн, днес в Кобленц), курфюрст и архиепископ на Трир (1540 – 1547)
- Рихард фон Хаген, женен за Амалия фон Киндхаузен
- Волфганг фон Хаген († пр. 10 юли 1553)